# عزیزالله محمدی
عزیزالله محمدی (زاده ۱۳۳۹) نظامی بازنشسته و مدیر ورزشی ایرانی است.
او در ابتدای دهه ۶۰ خورشیدی به سپاه پاسداران پیوست و در جنگ ایران و عراق حضور داشت و در همین نیرو باقی ماند تا بازنشسته شد. او در مدیریت فوتبال ایران سمت‌هایی مختلفی از جمله مدیریت تیم فوتبال المپیک ایران، نایب‌رئیسی فدراسیون فوتبال ایران، عضویت در هیئت رئیسه فدراسیون، ریاست شورای مرکزی اتحادیه فوتبال و عضویت در کمیته استیناف فدراسیون فوتبال را داشته‌است. محمدی در انتخابات سال ۱۳۹۰، ۱۳۹۵ و ۱۴۰۱ برای ریاست فدراسیون فوتبال ایران رقابت کرد ولی شکست خورد. او همچنین سال ۱۳۹۴ نیز برای انتخابات مجلس شورای اسلامی از تهران نامزد شد اما رأی نیاورد.

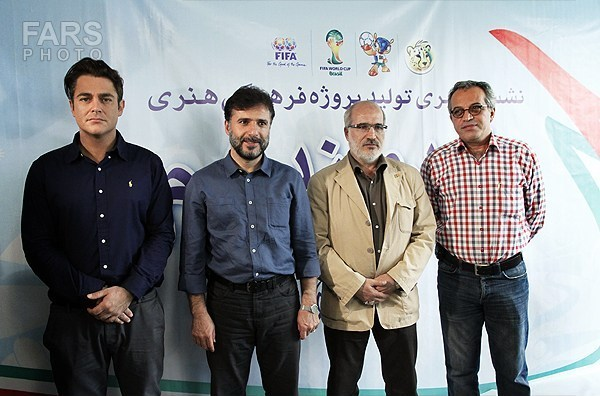
از راست به چپ: محمدحسین لطیفی، عزیزالله محمدی، سید جواد هاشمی و محمدرضا گلزار در در نشست خبری مجموعه سینمایی یار دوازدهم؛ فروردین ۱۳۹۳